# Марьяны
Марья́ны — хутор в Чертковском районе Ростовской области.
Входит в состав Маньковского сельского поселения.

## Население
| 2010 |
| ---- |
| 482  |

## Улицы
- ул. Дачная
- ул. Мира
- ул. Почтовая
- ул. Степная
- ул. Транспортная
- ул. Футбольная
- ул. Школьная

## Транспорт
- К хутору примыкает автодорога, ведущая к районному центру.
- В 500 метрах от хутора находится железнодорожная станция Кутейниково Ростовского региона Северо-Кавказской железной дороги, построенная в 2017 году в составе железнодорожного обхода Украины.